# Koń Polski (czasopismo)
Koń Polski – czasopismo hippiczne ukazuące się od 1966 roku. Zamieszczane są w nim relacje z zawodów hippicznych, wywiady z hodowcami, właścicielami stadnin itp.
Zawiera również cykl „Salon jeżdziecki” oraz „Mały Konik”. Na końcu każdego numeru zamieszczane są oferty sprzedaży koni, bryczek, koniowozów itp.
W 1965 roku ukazał się nr 0. Przewodniczącym komitetu redakcyjnego był Witold Pruski. Od 2002 nr 7 redaktorem naczelnym był Marek Szewczyk, od 2014 nr 3 Jacek Świgoń, od 2018 nr 1 Tomasz Chalimoniuk. Od 2022 nr 1 redaktorem naczelnym został Krzysztof Kierzek.
Od 1992 roku wydawcą była spółka „Koń Polski”, od 2014 wydawnictwo „Hortpress”, a w 2018 wydawcą został Polski Klub Wyścigów Konnych.
W 2019 roku czasopismo zaczęło się ukazywać w cyklu kwartalnym.